# غضراء
الغَضْراء (جمع: غضاري) أو المَرْجة أو المَخْضَرة أو المسطحات الخضراء (مفرده: مسطح أخضر) هي مساحات من الأرض التي تزرع بمجموعة من النباتات العشبية متجاورة ومتقاربة، وعند قاعها تنمو فروعها زاحفة بغزارة بحيث تغطي المسافة بين النباتات المغروسة، وعند نموها تعطي شكلاً جذاباً كبساط أخضر هو في الواقع سر جمال أي حديقة زينة، حيث تعتبر المنظر الأمامي والخلفي لمكوناتها. تستعمل هذه النباتات كمسطح لممارسة الرياضة (كرة القدم، الغولف، التنس) والمتنزهات والحدائق العامة والخاصة وجوانب الطرق. يتم حش هذه المسطحات باستمرار للحفاظ على ارتفاع قليل لا يتجاوز عدة سنتيمترات وللحفاظ على تناسق نموها ونعومتها.

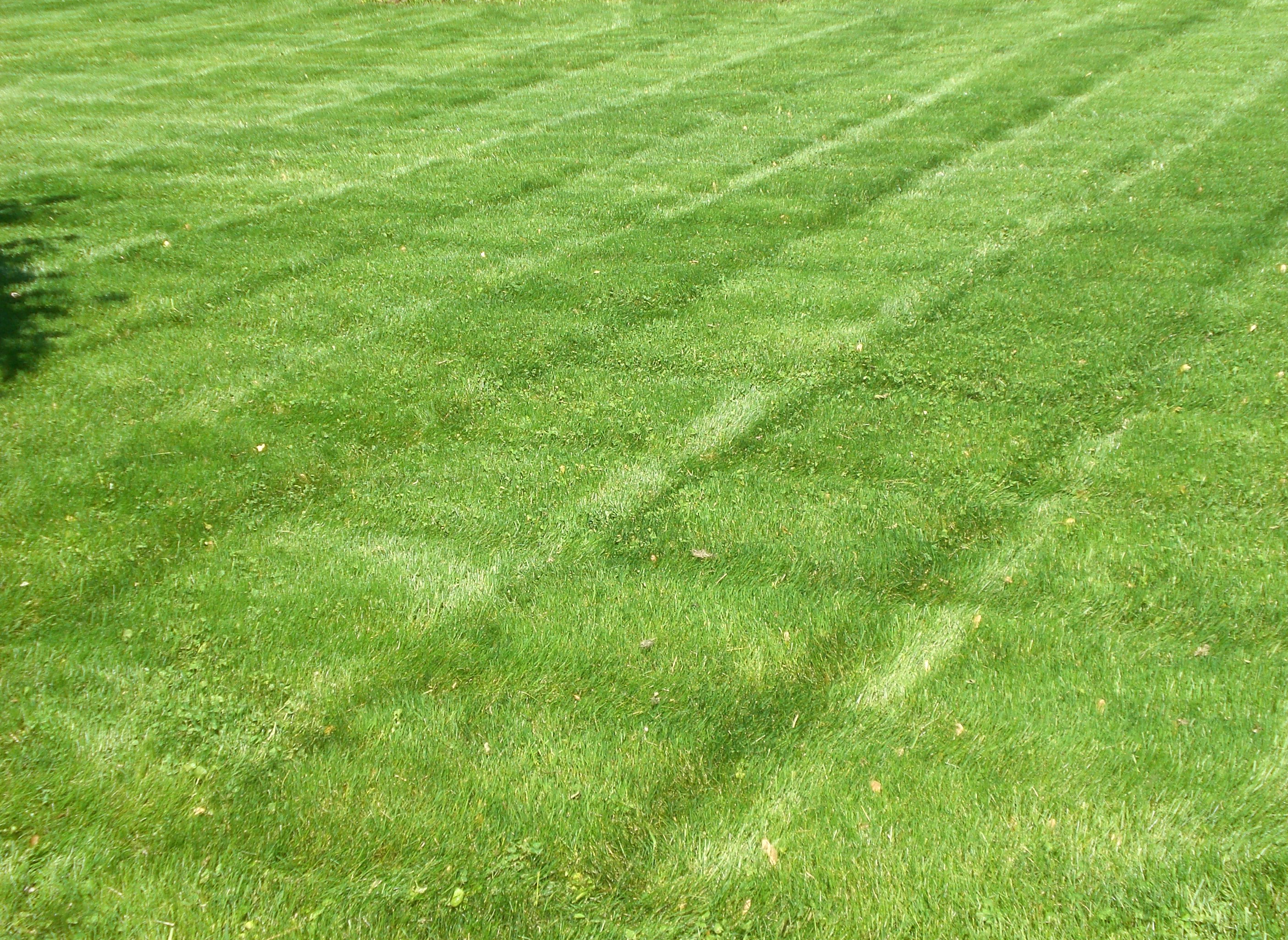
مرج أخضر قُصّ حديثاً

نباتات معمرة ينتمي معظمها إلى فصيلة النجيلية وتنتشر عادة بالأرئاد أو بالجذامير لتوفر أكبر تغطية ممكنة للأرض.

## كيفية اختيار نوع النبات الملائم لمكان ما
تعتبر درجات الحرارة القصوى من أهم العوامل المناخية التي تحدد نمو وانتشار الأنواع النباتية المعروفة طبيعياً وفي أي مكان على سطح اليابسة. فهناك أنواع من نباتات المسطحات نشأت في أوروبا وتأقلمت مع الجو البارد، وهناك أنواع من النباتات التي نشأت في أفريقيا وآسيا وأمريكا الجنوبية وتأقلمت مع الجو الدافئ.
وذكروا أيضاً بأن نباتات المسطحات تمتاز بتحملها للدهس، والقص المتقارب، وقوة وكثافة النمو، وقدرتها على تكوين جذور قوية، ومقاومتها للآفات والحشرات.
وتوجد أنواع عديدة من نباتات المسطحات الخضراء وتقسم على حسب ملامتها إلى درجة الحرارة إلى قسمين هما مسطحات الجو البارد ومسطحات الجو الدافئ.
تقسم المسطحات الخضراء حسب فترة بقائها إلى :
- مسطحات مستديمة وهي التي تزرع بنباتات معمرة كالنجيل والليبيا تبقى عدة سنين دون تغييرها.
- مسطحات مؤقتة وهي التي تزرع بنباتات حولية وتجدد زراعتها سنوياً وهي شتوية.

## أنواع مسطحات الجو البارد
يلائم هذه الأنواع درجات حرارة تتراوح ما بين 15-25 م5 ومعظم أنواع هذه النباتات معمرة وتنتشر زراعتها في المناطق الباردة الرطبة وشبه الرطبة وذكر(ماكدانيل 1998م) أنها تظل في نشاط أثناء هذه المواسم، وتصبح هذه الأعشاب نصف ساكنة أو يتوقف نموها النشط أثناء فترات الجفاف والحرارة المرتفعة صيفا وتزرع هذه الأعشاب بالبذور أو الشرائح الجاهزة ومن أكثرها شيوعا هي قبأ المروج أو عشب كنتاكي الأزرق (بالإنجليزية: Kentucky blue grass) والفستوكة القصبية (بالإنجليزية: Tall Fascue) والزوان (بالإنجليزية: Ryegrass) والعشب المنحني (بالإنجليزية: Bent grass) وأن لكل مجموعة من هذه المجموعات أنواع كثيرة وذكر أيضا أنه يفضل عند زراعة أعشاب الموسم البارد تزرع بالبذور في بداية الخريف حيث حرارة التربة مرتفعة في هذا الوقت مما يسرع عملية الإنبات مما يمكن من الحصول على بادرات العشب المرغوب قبل أن تشكل الحشائش الحولية أية مشاكل أثناء أشهر الربيع. ويمكن زراعة المسطحات الخضراء للموسم البارد من الشرائح السابقة التجهيز (بالإنجليزية: Sods) في أي وقت من السنة طالما توفر الماء الكافي، وأفضل وقت لعملها من منتصف آب حتى منتصف تشرين الأول حسب ظروف الطقس عند الزراعة بالبذور فإن نباتات الأعشاب تحتاج فترة ستة أسابيع على الأقل بعد نثر البذور قبل أن يحدث التجمد الشتوي القاسي وفيما يلي أهم هذه الأجناس مع أهم الأنواع التابعة لكل واحد منها:

### القبأ
يتضمن جنس القبأ ((باللاتينية: Poa) أو (بالإنجليزية: The blue grasses) سبعة أنواع تستخدم كمسطحات خضراء وهي :
1. قبأ المروج (باللاتينية: Poa pratensis) أو (بالإنجليزية: Kentucky blue grass).
2. القبأ الخشن (باللاتينية: Poa trivialis L) أو (بالإنجليزية: Rough bluegrass).
3. قبأ المروج الكندي (باللاتينية: Poa compressa L) أو (بالإنجليزية: Canada bluegrass).
4. القبأ الحولي (باللاتينية: Poa annua L) أو (بالإنجليزية: Annual bluegrass).
5. قبأ المرتفعات (باللاتينية: Poa glaucantha Gaudin) أو (بالإنجليزية: Upland bluegrass).
6. قبأ الغابات (باللاتينية: Poa nemoralis L.) أو (بالإنجليزية: Wood bluegrass).
7. القبأ البصيلي (باللاتينية: Poa bulbosa L.) أو (بالإنجليزية: Bulbous bluegrass).

### قبأ المروج
نبات له أصناف عديدة تتميز بمقدرتها العالية جداً على تحمل الانخفاض الشديد في درجات الحرارة والمقاومة لبعض الأمراض ومن أهم هذه الأصناف (بالإنجليزية: Adelph، New port، Majestic, Nugget, Birka ,Merion). كما ذكروا بعض الأنواع التي تزرع في أمريكا وتمتاز بنعومة الملمس وتنمو جيداً في ظل الأشجار الكبيرة وتنتشر بالجذامير تحت سطح الأرض وهي : Windsor, Park, New dwarf.

### النجير
النجير (باللاتينية: Agrostis) أو (بالإنجليزية: Bent grasses) ويتضمن هذا الجنس ثلاثة أنواع تستخدم في الغضراءِ استخدامًا واسعًا هي:
- الزاحف Creeping bent grass Agrostis palustris, Huds

- المتجمع Colonial bent grass Agrostis tenuis, sibth

- المخملي Velvet bent grass Agrostis canina, L

الأغروستيس الزاحف ((باللاتينية: Agrostis palustris) أو (بالإنجليزية: Creeping bentgrass):تتبع هذا النوع أصناف تتميز بمقدرتها العالية على تحمل درجات الحرارة المنخفضة ومقاومة للإصابة الحشرية والمرضية ومن هذه الأصناف : (بالإنجليزية: Arlington, Toronto, Cohansey). ويستخدم هذا النوع مبدئيا لايجاد مسطح كثيف ذي نصل رائع رقيق للمضمار الأخضر لميدان الجولف ولا يوصي باستخدامه للمنازل أو للتنسيق التجاري لاحتياجه لعناية فائقة أثناء موسم النمو.

### الفستوكة
يتضمن جنس الفستوكة (باللاتينية: Festuca) سبعة أنواع يمكن استخدامها في أغراض متعددة للمسطحات الخضراء.
1. الفستوكة الحمراء (باللاتينية: Festuca rubra)
2. فستوكة المضغ Festuca rubra var.commutata gaud Chewings fescue
3. فستوكة الأغنام (باللاتينية: Festuca ovina) Sheep fescue
4. الفستوكة القاسية Festuca ovina var.duriuscula,L.Koch Hard fescue
5. الفستوكة القصبية (باللاتينية: Festuca arundinacea)
6. الفستوكة الشعرية Festuca capillata,lam. Hair fescue
7. فستوكة المروج (باللاتينية: Festuca elatior)

#### الفستوكة الحمراء أو الناعمة
من نباتات الجو البارد والمعتدل البارد. أصله من أوروبا معمر ذو كثافة عالية وقوام ناعم جداً، هناك بعض الأصناف الشائعة والمتشابهة من أهمها : Fortress شديد الاخضرار، Dawson معتدل الاخضرار، Pennlawn شديد الاخضرار، Ruby شديد الاخضرار ،Boreal معتدل الاخضرار.

#### الفستوكة الطويلة
واسم الإنكليزي: Festuca arundinacea, schreb Tall fescuse، من أصنافه Kentucky داكن الاخضرار، Folcon متوسط الاخضرار ،Houndog داكن الاخضرار، Olympic داكن الاخضرار،
Rebel متوسط الاخضرار بالإضافة إلى أصناف أخرى ذكرها (ماكدانيل 1998 م) Alta – وKenlucky-13 وليس بينها فروق ظاهرة وهذه الأصناف من عشب الفستوكة الطويلة عريضة النصل تكون مسطح أخضر متجمع ما لم تكون زراعة البذور غزيرة وهو عشب متعمق الجذور إلى حد ما يقاوم الجفاف عندما يسمد ويروى بطريقة مناسبة.

### الزوان
يتضمن الزوان (باللاتينية: Lolium) أو (باللاتينية: The Rye grasses) نوعين يستعملان في زراعة المسطحات هما :
1/ الزوان المعمر (باللاتينية: Lolium perenne) أو (بالإنجليزية: Perennial rye grass).
2/ الزوان الإيطالي Lolium multiflorum,lam. Italian ryegrass
من أهم أصنافه Manhattan متوسط الاخضرار، Norlea شديد الاخضرار، Pennfine متوسط الاخضرار كما ذكرها الزغت وماكدانيل. يزرع مخلوطا بالبذور مع غيره من أعشاب الموسم البارد ليوفر مساحة خضراء ويطلق عليه الحشائش المربية لأنه يوفر مسطح اخضر كثيف يؤدي إلى تنمية الأعشاب المطلوبة أفضل، وهو يعيش لعدة سنوات أما عشب الرأي الإيطالي عشب حولي يعيش لموسم نمو واحد. أنه يزرع في مصر في فصل الشتاء ويعرف بما يسمى تحميل المسطح الأخضر.

## أنواع مسطحات الجو الدافئ
هذه الأعشاب تنمو نمواً أفضل أثناء الأشهر الدافئة والجافة من السنة وتصبح بنية اللون أو ساكنة النمو أثناء أشهر البرد من وقت حدوث أول جليد قاتل في الخريف حتى منتصف الربيع. تزرع بالبذور أو بالقطع الخضرية من المسطح القديم ذو السيقان الجارية أو شرائح Sodding المسطح الأخضر. هذه المجموعة تضم –عشب النجيل (البرمودا Bermuda grass) والذي يعرف باسم الثيل وعشب الزويسيا Zoysia grass – والعشب الصيني Centipede grass – وعشب النجيل الفرنسي Stenotaphurm Augustine grass وعشب الجاموس Buffalo grass.
تنقسم هذه المجموعة إلى أقسام تستخدم في إنشاء المسطحات الخضراء وهي :

### أعشابالنجيل(الثيل)
يضم النجيل (باللاتينية: Cynodon) أو (بالإنجليزية: Bermuda grass) أربعة أنواع رئيسة هي :
1. النجيل البلدي (الثيل) : (باللاتينية: Cynodon dactylon) أو (بالإنجليزية: Common bermuda grass)

2/Cynodon transvaalenses,Burt-Davy African bermuda grass
3/Cynodon magennisii, Hurcombe Magennis bermuda grass
4/Cynodon incompletus var.hirsutus,Stent Bradley bermudagrass
1/عشب النجيل البلدي: Bermuda grasses
لقد أطلق عليه اسم النجيل البلدي (الثيل) cynodon dactylon,L. وله عدة أصناف هي Midway, Ormond,Santa Anna, Tifway0 Suntur –tifgreen –U-3 –Tiffine – Tiflawn.
وهو أفضل عند نموه في الشمس ويقاوم حركة الدهس بالأقدام وينمو هذا العشب وأصنافه المختلفة ذات طبيعة منخفضة ومنتشرة ويستعمل للملاعب الرياضية وواجهات المنازل والحدائق والمتنزهات وجوانب الطرق.
ب/أعشاب الزويسيا الخضراء : Zoysia sp., willd Z. grasses
وتتضمن هذه المجموعة 3 أنواع تستخدم كمسطحات خضراء هي :
1/ العشب الياباني : Zoysia japonica, steud Japanese grass
2/عشب مانيلا Zoysia matrella,(L.) merr. Manilagrass :
3/ العشب الكوري : Zoysia tenuifolia, Willd ex Trin. Mascarenegrass
1/ العشب الياباني : Zoysia japonica, steud Japanese grass
ومن أهم أصنافه هي :-
Meyer-Jade-emerald and Midwest توفر لون أخضر لفترة أطول في كل موسم، ذات ملمس ناعم، نموها بطئ، تأخذ فترة حتى تنتشر على الأرض كاملة، وتثبت نفسها بكثافة عالية، تستعمل للحدائق والطرقات وملاعب الأطفال والساحات الرياضية.
ج/ عشب النجيل الفرنسي : Stenotaphurm augustine
Stenotaphurm secundatum,(walt.) Kuntze
أصنافه هي : Bitter blue خضراء مزرقة اللون، Floratam خضراء غامقة اللون، Floratine كثيفة وخضراء مزرقة، Seville خضراء غامقة اللون. أصله من جزر الهند الغربية متوسط الكثافة وقوامه خشن جدا وطبيعة نموه مفترش بسيقانه الجارية الطويلة السميكة سريع النمو ومعمر ذو كثافة ليفية. يتعرض هذا العشب للإصابة لبق الشنش Chinch bugs وفطر البقعة البنية Brown batch fungus تستخدم المدادات المجذرة (الأفراخ الخضرية) لعمل زراعات جديدة لأن بذوره غير متوفرة.
د/ العشب الصيني (عديد الأرجل) Centipede grass
Eremochloa ophiuroides, (munro.) Hack,
ذكر له صنف واحد هو Oklawn وهو مداري الأصل من جنوب الصين وشرقي آسيا، معمر طبيعة نموه زاحف بواسطة السيقان الجارية القصيرة، متوسط الكثافة، له قوام متوسط الخشونة، نموه بطئ. ولم يذكر له أصناف ويزرع بالبذور أو الطرق الخضرية ويجب أن لا يستخدم للمسطحات الخضراء التي تقع حول البيوت المنشأة في المزارع في الريف حيث يتسرب للمرعى ويتغلب بسرعة على أعشابها وفي نفس الوقت فهو عشب رعي رديء وقليل القيمة الغذائية للأبقار.
ه/ حشيشة باهيا : Paspalum notatum, Flugge Bahia grass
أهم الأصناف هي : Argentine الأرجنتيني، Paraguay بارجواي، Wilmington ويلمنجتن 0 وتوجد منه أنواع أخرى مثل P. laeve و P. dilatatum 0 وهو من نباتات المناخ المداري الدافئ متوسط الكثافة، له قوام خشن جدا، طبيعة نموه مفترشة عن طريق الرايزومات والسيقان الجارية القصيرة، بطئ النمو معمر، يستعمل على جوانب الطرق، الساحات العامة ولتثبيت التربة.
و/ العشب السجادي : Axonopus sp., Beauv., Carpet grass
وله نوعان هما :-
1/ العشب السجادي الشائع Axonopus affinis, chase common carpetgrass
2/ العشب السجادي المداري A. compressus,swartz Tropical c.grass
1/ العشب السجادي الشائع Axonopus affinis,chase common carpetgrass
ومن الأنواع الشبيهة به جدا النوع المداري المعروف باسم A.compressus ولم تعرف له أصناف وهو من نباتات الجو الدافئ أصله من أمريكا الوسطي وجزر الهند الغربية نموه منخفض أو قصير متوسط الكثافة، خشن، معمر، وطبيعة نموه مفترش بوساطة السيقان الجارية ومعدل نموه متوسط.
ز/ مسطحات الجو الدافئ ذات الفلقتين :-
يوجد منها نوع واحد ينتمي إلى العائلة Convolvulaceae وهو الديكوندرا Dichondra و Dichondra micrantha Urb.,
1/ الديكوندرا : Dichondra micrantha,Urb., Dichondra
لا توجد أصناف لها وهي من نباتات الجو الدافئ الرطب موطنه السواحل الجنوبية لأمريكا الشمالية معمر، متوسط الكثافة، قوامه خشن وله طبيعة نمو مفترشة ومعدل نموه سريع جدا ويغطي المساحات الخالية المحيطة به بسرعة ويتميز بأوراقه الكلوية المحمولة على سوق زاحفة يستعمل في الحدائق البيئية وفي الأماكن شبه المظللة ولا يستعمل في الملاعب والساحات العامة.
ر/ مسطحات الجو الدافئ غير المروية :
وتضم هذه المجموعة 3 أنواع هي :-
1/ عشب الجاموس Buchloe dactyloides(Nutt.)Engelm, Buffalo grass
2/الغراما الزرقاءBouteloua gracilis,(H.B.K.)log.exsteud, Blue grama
3/Bouteloua curtipendula,(michx.)Torr, Sideoats grama
عشب الجاموس يستخدم لإنشاء المسطحات الخضراء في المناطق القاحلة وهو عشب مقاوم جدا للجفاف ومتأقلم للمناطق ذات أشعة الشمس القوية ويمكن زراعته بالبذور أو بالزراعة الخضرية، موطنه المناطق شبه المدارية في أمريكا الشمالية وينمو طبيعيا فيها وهو نبات معمر يميل لونه إلى الأخضر الرمادي، متوسط الكثافة، قوامه ناعم وطبيعة نموه مفترشة بوساطة السيقان الجارية ومعدل نموه متوسط ويحتاج إلى رعاية زراعية منخفضة وهو من النباتات ثنائية المسكن أي الأعضاء المذكرة على نبات والمؤنثة على نبات آخر.

## الاختلافات بين غضفراء الجو البارد وغضراء الجو الدافئ
توجد بصفة عامة خصائص مشتركة لأنواع مسطحات الجو البارد مثل الأعشاب الزرقاء (blue grasses) وأعشاب الفستوكة (Fescue) وأعشاب الزوان (Rye grass) تختلف فيها عن تلك الخصائص التي تميز أنواع مسطحات الجو الدافئ مثل النجيل البلدي Bermuda grass والزويسيا. وفيما يلي أهم هذه الفوارق:
- غضراء الجو البارد تتحمل الانخفاض الشديد في درجات الحرارة في حين لا تستطيع ذلك غضراء الجو الدافئ، ويتغير لونها عند برودة الجو خاصة في فصل الشتاء.
- غضراء الجو الدافئ أكثر تحملا للجفاف وارتفاع الحرارة من غضراء الجو البارد وتموت غضراء الجو البارد خلال فصل الصيف في المناطق الدافئة.
- غضراء الجو الدافئ لها جذور سميكة وأكثر تعمقا في التربة مقارنة بغضراء الجو البارد.
- غضراء الجو الدافئ أكثر تحملا للاستعمال المستمر من غضراء الجو البارد.
- غضراء الجو الدافئ أكثر تحملا للقص الجائر القريب من سطح التربة.
- معظم أنواع غضراء الجو البارد تزرع عن طريق البذور في حين أن معظم أنواع غضراء الجو الدافئ يتم إكثارها خضرياً أو بالبذور.

## العوامل المؤثرة على نمو حشائش الغضراء
هنالك عوامل كثيرة ومختلفة لتحقيق النمو الجيد للمسطحات الخضراء ومن أهمها الضوء والماء والأوكسجين والرطوبة والتغذية المعدنية ويمكن الحصول عليها من خلال الري والتسميد، والإمداد بالمصادر الأخرى قد يؤثر ولكنه غير مباشر. فتوافر الأوكسجين يتأثر بظروف طبيعة التربة والزراعة والري والعمليات الزراعية تؤدي إلى تحسين الصرف وتقلل انضغاط التربة فإنها تجعل تركيز الأوكسجين كاف حول الجذور.